# Сток, Леонард
Леонард Сток (нем. Leonhard Stock; родился 14 марта 1958 года в Финкенберге, Австрия) — австрийский горнолыжник, олимпийский чемпион 1980 года в скоростном спуске, бронзовый призёр чемпионата мира 1980 года в комбинации.
На Олимпиаде 1988 года в Калгари финишировал четвёртым в скоростном спуске и восьмым в супергиганте.

## Победы на этапах Кубка мира (3)
| № | Дата            | Место        | Дисциплина       |
| - | --------------- | ------------ | ---------------- |
| 1 | 6 января 1989   | Лакс         | Скоростной спуск |
| 2 | 8 декабря 1990  | Валь д'Изер  | Скоростной спуск |
| 3 | 12 декабря 1992 | Валь Гардена | Скоростной спуск |